# Sienice

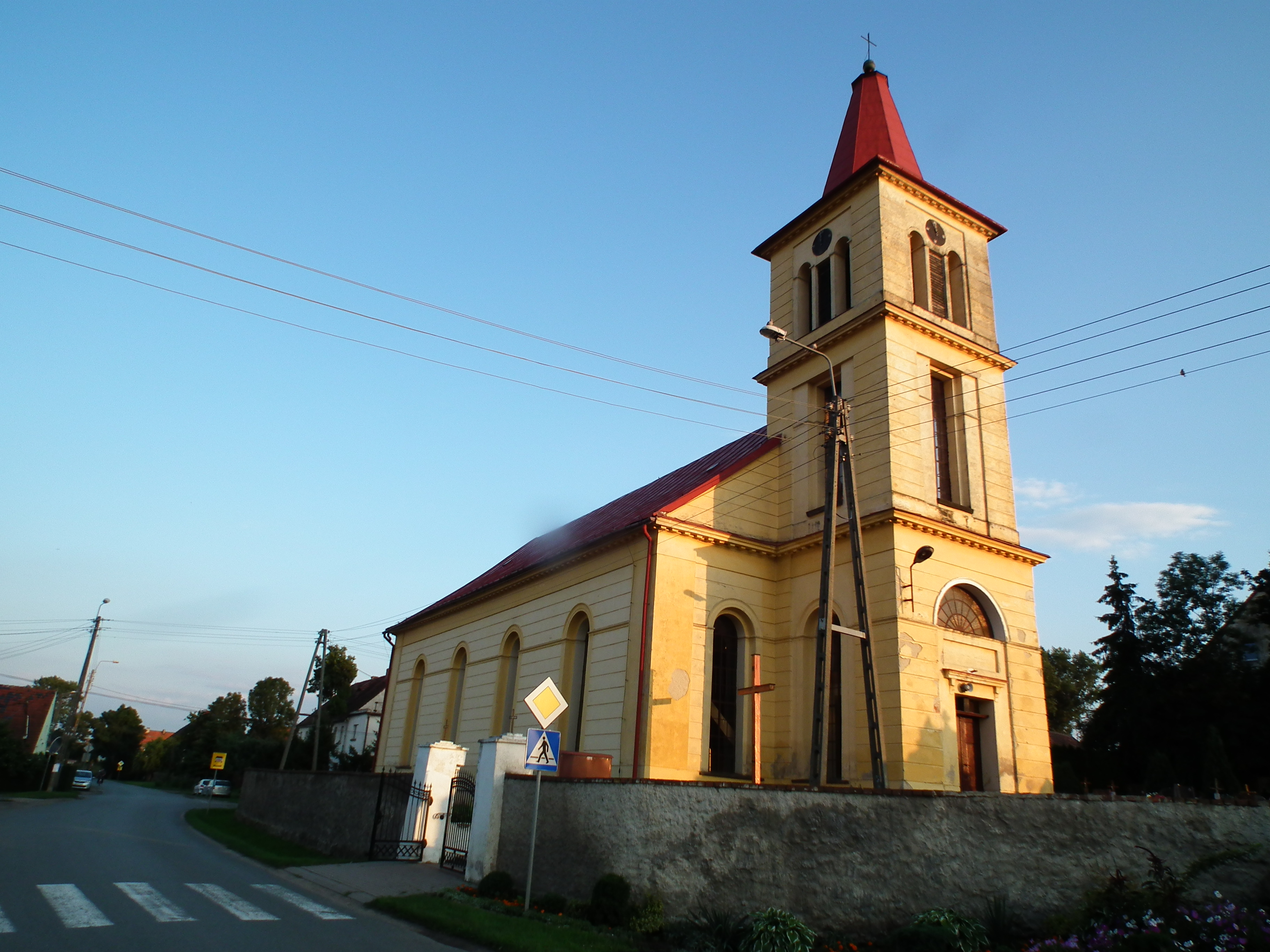
St. Isidor in Sienice

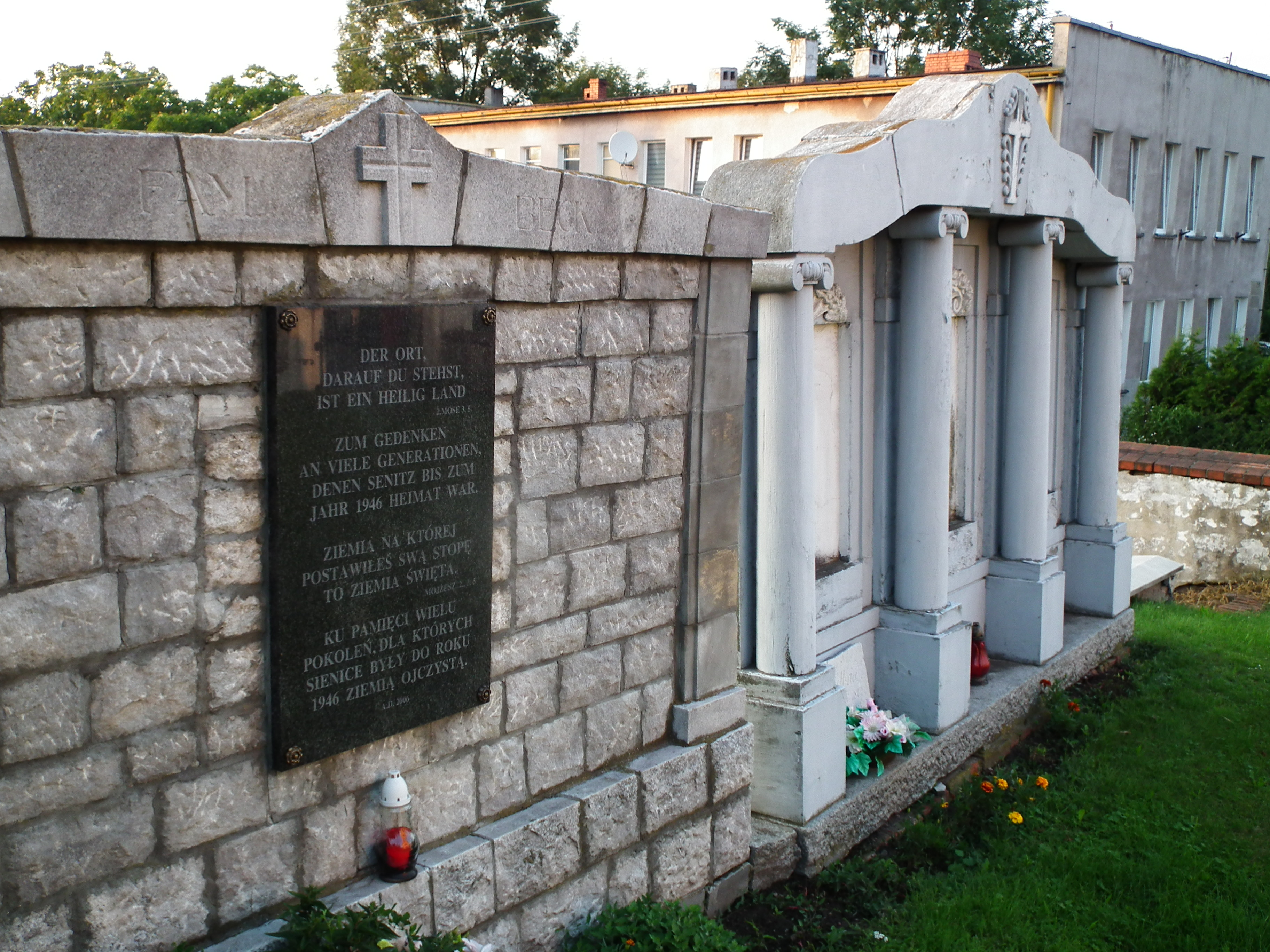
Gedenktafel

Sienice (deutsch Senitz) ist ein Ort in der Landgemeinde Łagiewniki (Heidersdorf) im Powiat Dzierżoniowski der Woiwodschaft Niederschlesien in Polen.

## Lage
Sienice liegt etwa drei Kilometer südöstlich von Łagiewniki (Heidersdorf) und 24 Kilometer östlich von Dzierżoniów (Reichenbach). Nachbarorte sind Wilków Wielki (Groß Wilkau) im Südwesten, Przystronie (Primstram) im Westen, Białobrzezie (Rothschloß) im Norden, Chwalęcin (Quanzendorf) im Süden, Księginice Wielkie (Groß Kniegnitz) im Südosten und Kondratowice (Kurtwitz) im Osten.

## Geschichte
Bei Senitz, am Hedwigsbrunnen und am Fuße des Eisenberges aufgefundene heidnische Urnengräber, lassen auf eine Besiedlung des Gebietes in grauer Vorzeit schließen. Der Ortsname soll sich von einem vormals dort existierenden See ableiten, wahrscheinlicher aber vom slawischen Wort Seno für Heu. Der Kastellan der Burg Nimptsch gründete die Scholtisei Senitz als Dienstsiedlung. Die Ersterwähnung erfolgte 1290. Das Dorf war der Stammsitz der Herren von Senitz, welche Senitz 1327 zum Lehen hatten. Die Pfarrkirche, die vor der Reformation der hl. Hedwig geweiht war, wurde 1335 im Breslauer Zehntregister Liber fundationis episcopatus Vratislaviensis des Päpstlichen Nuntius Galhardus als „ecclesia de Serutz“ erstmals erwähnt. 1370 erscheint der Ort in einem Dokument als „Senicz“ bzw. „Zenciz“.
Senitz gehörte zum piastischen Herzogtum Brieg, das seit 1329 ein Lehen der Krone Böhmen war. Nach dem Tod des Herzogs Georg Wilhelm I., mit dem die legitime Linie der Schlesischen Piasten 1675 erlosch, fiel Senitz mit dem Herzogtum Brieg als erledigtes Lehen durch Heimfall an Böhmen. Grundherr von Senitz war bis 1841 war das königliche Domänenamt Rothschloß, das auch als Amt Teich, bezeichnet wurde, dem das königliche Rentamt Nimptsch folgte.
Nach dem Ersten Schlesischen Krieg fiel Senitz mit dem größten Teil Schlesiens an Preußen. 1742 wurde es dem Kreis Reichenbach eingegliedert, mit dem es bis 1932 verbunden blieb. 1845 zählte Senitz 74 Häuser, eine Freischoltisei, 537 Einwohner (davon 34 katholisch), eine evangelische Pfarrkirche mit Wittum unter preußischem Patronat, eingepfarrt ausschließlich Senitz, eine evangelische Schule, katholische Kirche zu Rothschloß, eine Wassermühle mit zwei Einwohnern, elf Handwerkern und neun Händlern. 1827 wurde eine neue Kirche geweiht. Zum 1. Oktober 1932 wurde der Landkreis Nimptsch aufgelöst und Senitz dem Kreis Reichenbach eingegliedert.
Als Folge des Zweiten Weltkriegs fiel Senitz mit dem größten Teil Schlesiens 1945 an Polen. Nachfolgend wurde es in Sienice umbenannt. Die deutschen Einwohner wurden, soweit sie nicht vorher geflohen waren, 1945/46 vertrieben. Die neu angesiedelten Bewohner waren teilweise Zwangsumgesiedelte aus Ostpolen, das an die Sowjetunion gefallen war.

## Sehenswürdigkeiten
- Römisch-katholische Filialkirche St. Isidor, vor 1945 evangelisch-lutherische Pfarrkirche.

## Persönlichkeiten
- Ernst Philipp (1912–2005), Offizier, Generalmajor der Bundeswehr